# Circuito permanente del Jarama
Il circuito permanente del Jarama è un autodromo sito a San Sebastián de los Reyes, nelle vicinanze di Madrid, in Spagna. Ha ospitato nove edizioni del Gran Premio di Spagna di Formula 1 (nel 1968, nel 1970, nel 1972, nel 1974, dal 1976 al 1979 e nel 1981), quindici del Gran Premio di Spagna del Motomondiale (nel 1969, nel 1971, nel 1973, nel 1975, dal 1977 al 1986 e nel 1988) e due del Gran Premio di superbike di Jarama (dal 1991 al 1992).

## Storia
Progettato da John Hugenholtz e costruito dall'architetto italiano Sandro Rocci, venne inaugurato il 23 luglio 1967. La prima gara di Formula 1 disputata fu il Gran Premio di Spagna 1967, vinto da Jim Clark ma non valido come prova mondiale, mentre la prima gara valida per il mondiale venne vinta da Graham Hill su una Lotus che per la prima volta abbandonava il colore verde e adottava il colore dello sponsor (la Gold Leaf).

## Tracciato

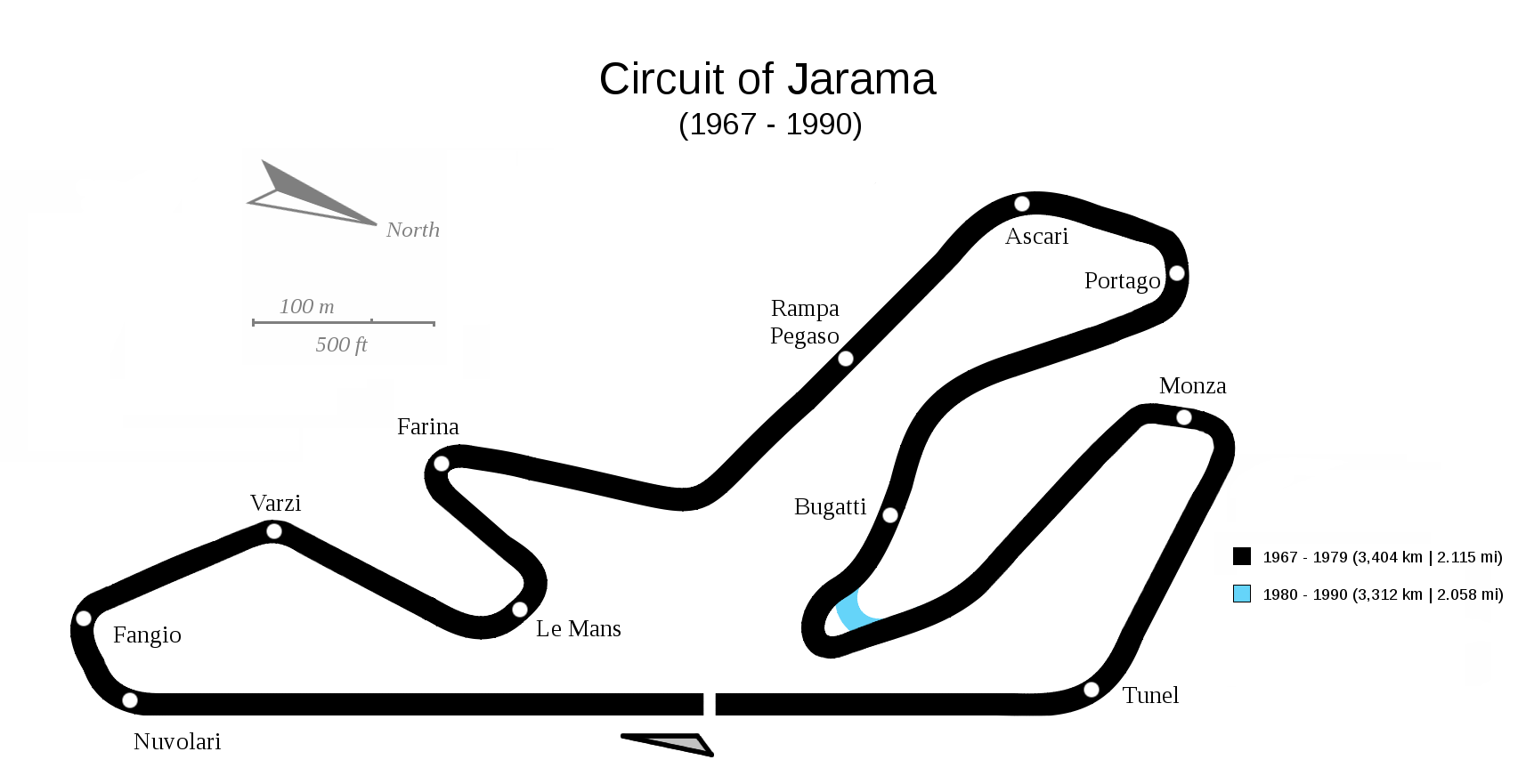
La configurazione di 3.404 metri utilizzata nel 1968, nel 1970, nel 1972, nel 1974 e dal 1976 al 1979

All'epoca dell'inaugurazione misurava 3.404 metri ed era larga almeno 9 metri. Nel 1976 vennero fatti molti lavori per migliorare la sicurezza, ma senza variare il tracciato; su richiesta dalla Commissione Sportiva Internazionale, nel 1977 vennero allargate le curve Varzi, Farina, Le Mans, Ascari, De Portago, Esse Bugatti, Monza e Tunel, si posero 1.500 metri di nuovo guard-rail, raddoppiandolo in taluni punti, vennero posti 2.000 metri di rete di protezione per il pubblico e 3.000 metri di reti di sicurezza per i piloti.

La configurazione di 3.312 metri utilizzata nel 1981

Nel 1980 venne modificata nuovamente la curva Bugatti, poiché la FISA chiese agli organizzatori del Gran Premio di Spagna di modificare il tracciato che ospitava la gara. Pur essendo considerato uno dei tracciati più sicuri, la FIA impose di modificare la Eses de Bugatti, dove si verificavano spesso degli incidenti, tra cui quello che aveva visto coinvolti Jacky Ickx, Jack Brabham e Jackie Oliver durante l'edizione del 1970. Quel tratto era una combinazione di una veloce curva a destra con il successivo tornantino a sinistra, con quest'ultimo che venne anticipato di poche decine di metri e che diventò così una curva a raggio molto più ampio dotata di un'enorme via di fuga. Questo comportava una maggiore velocità media sul giro per le monoposto, che però così non sarebbero state più costrette a entrare veloci nella prima curva, per poi frenare in cima a una piccola salita per affrontare il vecchio tornantino; la frenata iniziava prima, in una zona più "sicura", e il circuito venne di fatto accorciato di circa 100 metri,, con la lunghezza totale della pista che scese da 3.404 metri a 3.312 metri. Nel 1990 il circuito venne allungato nella zona delle curve Ascari e Pegaso, portando lo sviluppo totale a 3.850 metri. La presenza di un solo rettilineo lungo 900 metri e di una lunga serie di curve lente, unita alla ridotta sede stradale, rendeva difficoltosi i sorpassi alle vetture Formula 1, tanto che nel Gran Premio di Spagna 1981 Villeneuve riuscì a vincere la gara grazie alla potenza del suo motore turbo, allungando sul rettilineo per poi resistere sul misto agli assalti di un trenino composto da quattro monoposto vicinissime. Nel 1991 l'impianto ha ospitato la Race of Champions su un tracciato da rally appositamente allestito per l'occasione.